# Paramixogaster wegneri
Paramixogaster wegneri är en tvåvingeart som beskrevs av Keiser 1964. Paramixogaster wegneri ingår i släktet Paramixogaster och familjen blomflugor. Inga underarter finns listade i Catalogue of Life.